# 元音舌位
在語音學裡，元音舌位（Vowel Backness）是指發出元音時，舌頭相對於嘴巴背部的位置。舌位一般是以縮減第一共振峰頻率值中母音的第二共振峰頻率值來摸擬。
國際音標區分出五種不同的元音舌位，雖然沒有任何一種已知的語言同時擁有全部五種的。
- 前元音
- 次前元音
- 央元音
- 次後元音
- 後元音

## 參閲
- 元音圓唇度
- 元音高度